# Ctenophoraster donghaiensis
Ctenophoraster donghaiensis is een kamster uit de familie Astropectinidae.
De wetenschappelijke naam van de soort werd in 1989 gepubliceerd door Liao & Sun.